# Deon Birtwistle
Deon Birtwistle (4 de septiembre de 1980) es un deportista australiano que compitió en remo. Ganó una medalla de plata en el Campeonato Mundial de Remo de 2003, en la prueba de cuatro scull ligero.

## Palmarés internacional
| Campeonato Mundial | Campeonato Mundial | Campeonato Mundial | Campeonato Mundial  |
| Año                | Lugar              | Medalla            | Prueba              |
| ------------------ | ------------------ | ------------------ | ------------------- |
| 2003               | Milán (Italia)     | Medalla de plata   | Cuatro scull ligero |